# 121 (число)
121 (сто двадцать один) — натуральное число, расположенное между числами 120 и 122.

## Математические свойства
- Квадрат числа 11.
- 121 — нечётное составное трёхзначное число.
- Сумма цифр этого числа — 4
- Произведение цифр этого числа — 2
- Квадрат числа 121 — 14 641
- Квадрат простого числа 11, сороковое полупростое число[1].
- Число-палиндром[англ.][2] (см. палиндром).
- Сумма трёх подряд идущих простых чисел (37 + 41 + 43), число 121 — двенадцатое число данного ряда[3].
- Единственный квадрат вида {\displaystyle 1+p+p^{2}+p^{3}+p^{4}}, где p — простое (в данном случае 3).[4]
- Один из трёх (известных на сегодняшний день) квадратов вида n! + 1 (вместе с 25 и 5041)[5].
- Шестнадцатое самопорождённое число[6].
- Седьмое число Смита[7].
- Второе число Фридмана[8].
- Минимальная запись числа, не оканчивающаяся на 0, которая обозначает квадрат в любой позиционной системе счисления с основанием, большим двух. Если обозначить систему счисления через n, то запись 121 означает ничто иное, как {\displaystyle n^{2}+2n+1=(n+1)^{2}}.[9]

121-клеточная доска для игры в китайские шашки

- Пятое звездообразное число[англ.], центрированное фигурное число, формирующее гексаграмму;[10] также — пятое центрированное октогональное число[англ.],[11] то есть число, формирующее правильный восьмиугольник.
- 121 — точная степень (121 = 112). Между 121 и следующей точной степенью (125 = 53) нет ни одного простого числа. На 9 марта 2002 года известно лишь пять подобных пар: (8, 9), (25, 27), (121, 125), (2187, 2197), (32 761, 32 768)[12].
- 121 -  одиозное число

## Абджадия
- 121 — ar:الملك — Аль-Малик (99 имён Аллаха).

## Изопсефия
- Школа (Церковнославянская изопсефия).
- ბაზარი (базари) — рынок (Грузинская изопсефия).

## В других областях
- ASCII-код символа «y».
- Количество полей на доске для китайских шашек (англ. Chinese checkers).
- Китайский основной боевой танк 121 (type 69)